# Отечествен фронт
Вижте пояснителната страница за други значения на Отечествен фронт.
Отечественият фронт (съкратено ОФ, произнасяно о-фе) е политическа организация в България, съществувала от 1942 до 1990 година. Създаден в съответствие с политиката на Коминтерна за създаване на народни фронтове, през цялото си съществуване той остава под контрола на Българската комунистическа партия (БКП). От самото му създаване комунистите са мнозинство в ръководството му и подбират останалите участници в организацията. Непосредствено след Деветосептемврийския преврат от 1944 година ОФ играе важна роля като фасадно прикритие на завземането на властта от БКП. По това време ръководството на ОФ отхвърля определянето му като коалиция на партии, разглеждайки го като „народно движение“, доминирано от БКП.

## История

### 1942 – 1944 г.
След скъсването на Пакта Рибентроп – Молотов и началото на войната с Германия през лятото на 1941 година, Съветският съюз започва да изгражда съюзни отношения с антигерманската коалиция, водена от Съединените щати и Великобритания. В този контекст Българската работническа партия (комунисти) (БРП (к)) подновява прекъснатото през 1939 година сътрудничество с антигерманските партии в България.
На 17 юли 1942 година пребиваващото в Съветския съюз ръководство на БРП (к) – Георги Димитров, Васил Коларов, Станке Димитров, Георги Дамянов и Вълко Червенков – публикува програма на Отечествения фронт – нова организация, която трябва да включи и некомунистически кръгове. Програмата предвижда излизане на България от Тристранния пакт, изтегляне на окупационните войски от Сърбия, възстановяване на свободата на печата и сдруженията, амнистия на политическите затворници, забрана на прогерманските организации, отмяна на антисемитските закони и свикване на Велико Народно събрание за премахване на монархията.
В България създаването на Отечествения фронт е възложено на група в БРП (к), начело с Цола Драгойчева и Кирил Драмалиев, като активна роля играят и Рачо Ангелов, Иван Пашов, Минчо Нейчев, Върбан Ангелов. Осъществени са контакти с лидери на бившите политически партии, но повечето от тях отхвърлят както програмата от 17 юли, така и възможността за сътрудничество с комунистите. Към организацията се присъединяват Политическият кръг „Звено“, БЗНС Пладне, някои дейци на Българската работническа социалдемократическа партия (обединена) и отделни необвързани общественици, като Петко Стоянов и Димо Казасов.
Първоначално дейността на Отечествения фронт се състои главно в поддържането на контакти между дейците на отделните организации и издаване на общи документи, като са изградени десетки комитети в цялата страна. На 10 август 1943 година е създаден Национален комитет на ОФ, включващ Кирил Драмалиев, Никола Петков, Кимон Георгиев, Григор Чешмеджиев и Димо Казасов.
През есента на 1943 година Отечественият фронт претърпява тежка криза и е на ръба на разцеплението във връзка с публикуването на неговия първи официален бюлетин. Кимон Георгиев и Никола Петков настояват в него да се включи статия с позицията на организацията по Македонския въпрос, като се обявяват за създаване на обединена и независима македонска държава. Комунистите се опитват да не заемат публична позиция по въпроса, тъй като Съветският съюз се е ангажирал с възстановяване на довоенните граници, а Георги Димитров не изключва и възможността за Балканска федерация, включваща и България. В крайна сметка през декември е публикуван компромисен текст, избягващ въпроса за връщането на Македония в Югославия.
През пролетта на 1944 година ръководството на Отечествения фронт обмисля съставянето на нелегално правителство на България. Получено е съгласието на Кимон Георгиев да го оглави, но неспособността на партизаните да осигурят относително безопасна територия за правителството предотвратява неговото създаване. При подготовката за съставяне на кабинета на Константин Муравиев в края на август на Отечествения фронт са предложени четири министерски места, но той отхвърля предложението, разчитайки на подготвения военен преврат и приближаването на съветските войски.
С „Манифест на Националния комитет на Отечествения фронт към българския народ“, от края на август 1944 г., се декларират непосредствените политическите цели на ОФ при очерталата се загуба на войната от силите на Тристранния пакт и възможността за вземане на властта.

### 1944 – 1989 г.
На 9 септември 1944 година Отечественият фронт като организатор на Съпротивителното движение извършва Деветосептемврийския преврат в столицата и завземането на властта по места в страната. Издава се Прокламация на правителството на ОФ към българския народ от 9 септември 1944 г. и Програма на правителството на ОФ от 17 септември 1944 г. Печатен орган е легалният в-к „Отечествен фронт“. Правителството, ръководено от Кимон Георгиев („Звено“), на 28 октомври 1944 г. подписва примирие със Съветския съюз, Великобритания, САЩ и се включва във войната срещу Третия райх.
В началото на февруари 1945 година е проведен Първият конгрес на Отечествения фронт.
През лятото на 1945 г. Отечественият фронт се разцепва поради несъгласието на част от участниците в него със засилващата се роля на комунистите и перспективата за налагане на тоталитарен режим в страната. Стига се до напускане на БЗНС, БРСДП и част от безпартийните общественици като финансовия министър Петко Стоянов. Комунистите успяват да отцепят части от БЗНС и БРСДП, които остават в коалицията, и включват в нея Радикалната партия на Стоян Костурков.
След приемане на Закона за допитване до народа за премахване на монархията и провъзгласяване на народна република и за свикване на Велико народно събрание от XXVI народно събрание (обнародван в „Държавен вестник“, бр. 174/2 август 1946) на 8 септември 1946 г. се провежда референдум. С решение на Шесто велико народно събрание на 15 септември 1946 г. страната е обявена за Народна република България. През 1999 г. Конституционният съд на Република България с Определение № 1/19 януари 1999 г. по конституционно дело № 37/1998 г. „не допуска за разглеждане по същество искането на главния прокурор на Република България за установяване на противоконституционност на Закона за допитване до народа за премахване на монархията и провъзгласяване на народна република и за свикване на Велико народно събрание и прекратява конституционно дело № 37/1998 г.“
През следващите десетилетия след 1948 г. Отечественият фронт се трансформира в масова обществено-политическа организация и продължава да съществува като коалиция, доминирана от БКП, в която участва и БЗНС (казионен). БРСДП (о), Политическият кръг „Звено“ и останалите политически партии преустановяват дейността си.

### След 1989 г.
Ръководен от Гиньо Ганев, ОФ през 1990 година се преименува на Отечествен съюз. Участва в Кръглата маса (1989) и в изборите за VII велико народно събрание, като излъчва 2 народни представители. Продължава да функционира като обществено-политическа организация и гражданско патриотично движение – част от гражданското общество. От 2005 година се ръководи от Симеон Симеонов.

## Председатели на ОФ/ОС
- Георги Димитров – 1949
- Енчо Стайков – 1957 – май 1967
- Боян Българанов – май 1967 – април 1972
- Георги Трайков – 1972 – 1974
- Пенчо Кубадински – 1974 – 1989
- Живко Живков – 1989 – 1 април 1990
- Гиньо Ганев – 1 април 1990 – 2005
- Симеон Симеонов – 2005 – 2021
- Васил Точков – от 27 юли 2021[15]